# Witte Paarden
Witte Paarden is een buurtschap in de gemeente Steenwijkerland, in de Nederlandse provincie Overijssel. De buurtschap is gelegen in de Kop van Overijssel ten noordwesten van Steenwijk en de provinciale weg N761 (plaatselijk bekend als de Steenwijkerweg).

## Geschiedenis
De naam Witte Paarden is afkomstig van een herberg. Deze herberg vormde vroeger een overnachtingsmogelijkheid aan de weg Zwolle - Leeuwarden, waar ook de paarden voor die nacht gestald en verzorgd konden worden. In 1953 besloot de gemeenteraad van de toenmalige gemeente Steenwijkerwold de buurtschap de naam van de herberg te geven. Voorheen heette de plaats 'Achterbuurt'.
De witte herberg bestaat niet meer. Het is in 2020 gesloopt. Er komen vijf woningen voor terug. Er was jarenlang een horecavoorziening in dit witte gebouw (meest recentelijk een wokrestaurant) maar deze is anno 2017 gesloten.

## Ligging
Bij Witte Paarden ligt een brug over de A32 en de spoorverbinding Steenwijk - Wolvega. Door het tijdens de laatste ijstijd opgestuwde zand, zogenaamde stuwwallen, is het gebied rond Witte Paarden erg heuvelachtig.
Ten oosten van Witte Paarden ligt het geologisch monument Wolterholten.